# Železná Breznica
Železná Breznica (in ungherese Vaségető) è un comune della Slovacchia facente parte del distretto di Zvolen, nella regione di Banská Bystrica.